# Banja Tejan-Sie
Sir Banja Tejan-Sie, GCMG (* 7. August 1917 im Moyamba-Distrikt; † 8. August 2000 in England) war ein sierra-leonischer Politiker und Rechtsanwalt, Mitbegründer der Sierra Leone People’s Party (SLPP) und Generalgouverneur seines Landes.

## Leben
Tejan-Sie wurde in eine wohlhabende Fulbe-Familie geboren. Er besuchte die Schule in Bo und die Prince-of-Wales-Schule in Freetown, ehe er an der London School of Economics und Lincoln’s Inn Rechtswissenschaften studierte.
Tejan-Sie war verheiratet und hatte drei Kinder.
1951 verlor Tejan-Sie überraschend die Wahl um einen Sitz im Parlament. Zwei Jahre später wurde er einer der Vizepräsidenten der SLPP. 1957 musste er bei Parlamentswahlen erneut eine Niederlage einstecken, woraufhin sich Tejan-Sie von der Politik abwendete und als Rechtsanwalt arbeitete. 1962 wurde Tejan-Sie Sprecher des Parlaments.
In den Wirren eines Staatsstreiches in Sierra Leone 1967 wurde Tejan-Sie zum Chief Justice des Verfassungsgerichtes ernannt. Mit Rückkehr der zivilen Ordnung wurde er am 22. April 1968 zum Generalgouverneur erhoben. Am 31. März 1971, mit Ausrufung der Republik, ging Tejan-Sie ins Exil nach England, wo er bis zu seinem Lebensende lebte. Nur einmal besuchte er 1987 Sierra Leone, nach einer Einladung von Staatspräsident Joseph Saidu Momoh.
Am 13. November 1970 wurde er von der britischen Krone zum Knight Grand Cross des Order of St Michael and St George geschlagen.